# Adrian Giurgiu
Adrian Giurgiu (n. 30 octombrie 1991, Reghin, Mureș, România la Reghin, Mureș) este antreprenor, activist de mediu și deputat român, ales în 2020 și 2024 din partea USR. 